# أوستن أريكسون
أوستن أريكسون (بالسويدية: Östen Eriksson)‏ هو موسيقي ومغني سويدي، ولد في 1 مارس 1958 في Enånger ‏ في السويد.